# Spähpanzer Ru 251
Der Spähpanzer Ru 251 war ein Prototyp eines deutschen leichten Panzers auf der Grundlage des Kanonenjagdpanzers. Er wurde als Ersatz für den M41 Walker Bulldog vorgeschlagen. 

## Geschichte
Der Ru 251 war eines der Projekte, die die Bundeswehr während des Kalten Krieges entwickelte. Der Ru 251 basiert auf dem Kanonenjagdpanzer der Firma Henschel und verwendete die gleiche 90-mm-Hauptkanone BK 90/L40 von Rheinmetall. Prototypen mit einem 650 PS starken Daimler-Benz-Motor MB 837 A wurden 1963 und 1964 gebaut.
1964 wurde der Ru 251 einer intensiven Einsatzerprobung bei der Bundeswehr unterzogen, doch gleichzeitig wurde der Kampfpanzer Leopard 1 mit seiner 105-mm-Kanone für die Serienproduktion vorbereitet. Das Projekt Ru 251 wurde in der Folge verworfen.